# Chickenlover
"Chickenlover" é o quarto episódio da segunda temporada da série de desenho animado estadunidense South Park, e o de número 16 da série em geral. Escrito por Trey Parker, Matt Stone e David R. Goodman,  e dirigido por Parker, o episódio foi transmitido originalmente em 27 de maio de 1998 através do canal de televisão Comedy Central. No episódio, algumas galinhas começam a ser molestadas; pressionado, o policial Barbrady renuncia o cargo por causa de seu analfabetismo. Enquanto a cidade entra em anarquia, Barbrady retorna a escola e recorre à ajuda de Kyle, Stan, Cartman e Kenny para restaurar a ordem na cidade e descobrir a identidade do molestador de galinhas.

## Produção
Originalmente, Cartman deveria receber uma arma durante o período que atuou como policial, mas o Comedy Central se mostrou relutante em mostrar uma criança com uma arma de fogo. Apesar disso, o episódio "Volcano" da primeira temporada mostrou as crianças com armas de fogo, que só foi permitido porque o uso havia sido considerado menos controverso pelo canal. Por sua vez, o título original do episódio, "Chickenfucker", também foi alterado pois o Comedy Central não queria nenhuma redação profana em seus títulos.

## Enredo
Kyle, Stan, Cartman e Kenny visitam uma biblioteca móvel chamada Booktastic Bus. Inicialmente, eles se demonstram animados, mas ficam desinteressados em ler depois de conhecer o estranho motorista. Enquanto isso, um pervertido começa a molestar as galinhas da cidade. O oficial Barbrady inicia a investigação, mas ele renuncia ao cargo quando confrontado por conta de seu analfabetismo, imediatamente a cidade entra em anarquia. Mais tarde, o policial é colocado para frequentar as aulas junto com os meninos.
Barbrady recruta os meninos para ajudá-lo com sua tarefa, ensinando-os sobre o código da polícia. Cartman começa a patrulhar a cidade em seu triciclo infantil, impondo sua própria marca de justiça. O molestador é finalmente preso no zoológico, revelando ser o motorista da biblioteca móvel. Então, ele alega ter planejado tudo para incentivar Barbrady a aprender a ler. Após receber uma cópia do livro Atlas Shrugged de Ayn Rand, Barbrady revela-se publicamente como o livro era chato e que o convenceu a nunca mais ler.

## Transmissão
"Chickenlover" foi originalmente transmitido nos Estados Unidos pelo Comedy Central em 27 de maio de 1998. A segunda temporada de South Park iniciou em abril de 1998 com dois episódios, retornando em 20 de maio com o episódio "Ike's Wee Wee".

## Lançamento caseiro
Todos os 18 episódios da segunda temporada, incluindo "Chickenlover", foram lançados em um box set de DVD em 3 de junho de 2003.